# Thái Nguyên (Provinz)
Thái Nguyên mit der gleichnamigen Hauptstadt Thái Nguyên ist eine Provinz im gebirgigen Norden Vietnams. Sie erstreckt sich über 3562,82 km² und besitzt etwa eine Million Einwohner. Sie macht damit 1,13 % der Fläche und 1,14 % der Bevölkerung Vietnams aus.

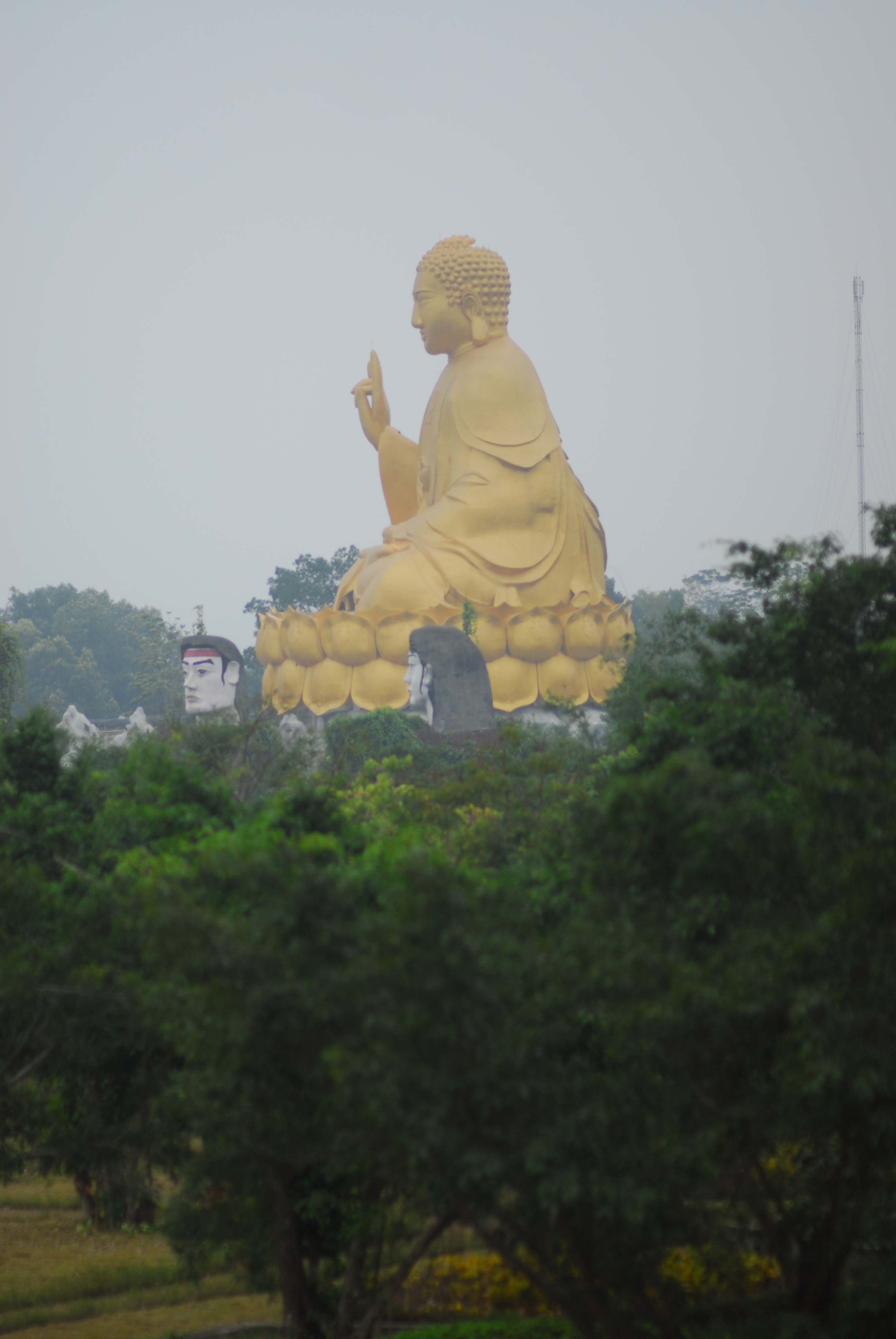
Buddha-Statue in Thái Nguyên

Thái Nguyên grenzt an die Provinzen Bắc Cạn im Norden, Vĩnh Phúc und Tuyên Quang im Westen sowie Lạng Sơn und Bắc Giang im Osten. Im Süden grenzt sie an die Hauptstadt Hà Nội. Als soziales, ökonomisches und politisches Zentrum des vietnamesischen Nordostens stellt Thái Nguyên das Bindeglied zwischen dem Nordosten und dem Delta des Roten Flusses dar. Personen- und Gütertransport zwischen den Regionen geschieht über Straßen- und Bahnverbindungen sowie über Wasserwege. Thái Nguyên ist außerdem Heimat verschiedener ethnischer Gruppen und kulturelles wie auch akademisches Zentrum des Nordens. Im Nordwesten der Provinz befindet sich der Tagebau von Anthrazitkohle Mỏ than Núi Hồng sowie die Núi Pháo Mine, wo Wolfram abgebaut wird.